# Batallón Literario

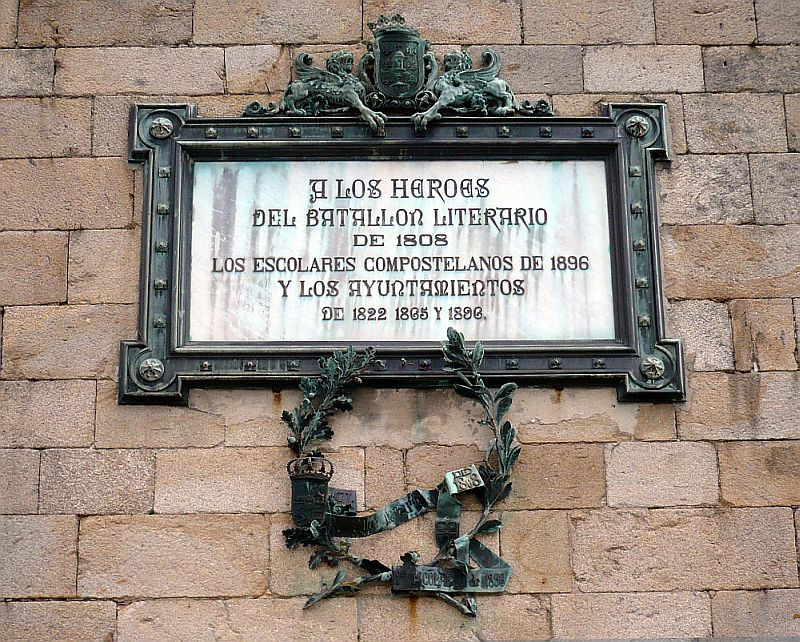
Monumento a los héroes del Batallón Literario, en Santiago de Compostela.

En el marco de la Guerra de la Independencia Española (1808-1814), un movimiento patriótico surgido de la Universidad de Santiago de Compostela dio como resultado la creación de una compañía, formada por estudiantes que, alzados contra la invasión francesa, se dieron en llamar Batallón Literario.
Una reunión celebrada en los claustros de la universidad, presidida por Rafael Múzquiz Aldunate, arzobispo de Compostela, vio nacer el acuerdo que determinó la colaboración de la universidad con el movimiento patriótico que sacudía el país.
Se buscó a un hombre con experiencia militar para ponerse al frente del batallón, y se acordó colocar a Juan Ignacio de Armada Caamaño Ibáñez de Mondragón y Salgado de Sotomayor, marqués de Santa Cruz de Rivadulla. La financiación se logró con las muy generosas aportaciones populares unidas a la del propio marqués, que dieron como resultado una suma considerable.
Alfonso Armada y Comyn, marqués de Santa Cruz de Rivadulla, recuerda que «para que pudiera mandar a los alumnos universitarios lo hicieron doctor en todas las facultades», título que fue concedido con carácter hereditario. El batallón se formó en cuarenta y dos días, dándosele órdenes para su incorporación a filas, lo cual se llevó a cabo tras el acto de bendición de la bandera, en el cual tuvo lugar una arenga del arzobispo de la archidiócesis.
Esta bandera se conserva en la sala de juntas de la Facultad de Derecho de la Universidad de Santiago de Compostela. Lleva dos escudos: A su derecha uno con la Cruz de Santiago y a la izquierda el de la Real Universidad de Santiago de Compostela en cuyo centro figura el cáliz y la Sagrada Forma, antiquísimo escudo de Galicia

Auspice Deo: Pro Libertati Regis
Palladis Legio: Anno MDCCCVIII.

Los soldados portaban además una cinta, con un breve poema, que aludía a la unión entre la cultura y el mundo militar en aras de la defensa nacional: «Por rescatar a Fernando [el rey Fernando VII] y acabar con Bonaparte, unióse Minerva a Marte».
El 18 de julio de 1808 salió el batallón a incorporarse a las tropas del general Blake, donde formaron la vanguardia junto a los voluntarios navarros. Uno de los múltiples episodios recordados fue el de entrar de incógnito en la ciudad de La Coruña a reconocer las baterías, a pesar de estar tomada esta por el mariscal Ney.
En 1810, el general Castaños dio la orden de disolución del Batallón Literario, otorgando a los pocos que quedaron con vida, el rango de oficiales en los cuerpos militares.
En la plaza de la Quintana en la ciudad de Santiago de Compostela, llamada también de los literarios, una placa recuerda la gesta, con el siguiente tenor literal:

A los héroes
del Batallón Literario
de 1808.
Los escolares compostelanos de 1896
Y los ayuntamientos de 1822, 1865 y 1896.

El Batallón Literario ya se había constituido previamente en 1663, ante los ataques portugueses a la villa de Monterrey, tras la sublevación de Portugal contra España en 1640. Se volvió a formar en 1665 y posteriormente, en 1846, durante el Levantamiento de Solís o Revolución de 1846, aunque la gesta más recordada es la ocurrida en 1808, en el marco de la Guerra de la Independencia Española.